# 孫杰
孫杰 （そんけつ、Sun Jie、1968年 - ）は、中国の北京バレエの有名なバレエ男優で中国国家一級演員。中華人民共和国天津都生まれで北京バレエ舞踊学校出身。